# 高慢と偏見
『高慢と偏見』（こうまんとへんけん、Pride and Prejudice）は、ジェイン・オースティンの長編小説。『自負と偏見』『自尊と偏見』という日本語訳題もある。
18世紀末から19世紀初頭のイギリスの片田舎を舞台として、女性の結婚事情と、誤解と偏見から起こる恋のすれ違いを描いた恋愛小説。精緻を極めた人物描写と軽妙なストーリー展開により、オースティン作品の傑作とされる。

## 概要
1813年に刊行された、ジェイン・オースティンの2冊目の長編小説である。1796年10月から1797年8月（ジェイン20-21歳）にかけて執筆された作品「第一印象」に手を加えて出版された。（→#作品の成立）
物語は田舎町ロンボーン (Longbourn) に、独身の資産家ビングリーがやって来たところから始まる。ベネット家の次女エリザベスとビングリーの友人ダーシーが誤解と偏見に邪魔され、葛藤しながらも惹かれあう様子を軸に、それぞれの結婚等を巡っててんやわんやの大騒動を繰り広げる人々の姿を皮肉をこめて描きだしている。（→#あらすじ）
18世紀のイギリスでは、女性が自立できる職業はほとんどなく、良い結婚相手を見付けることが女性の幸せとされた。相続財産や持参金が少ない女性が良い結婚相手を見付けることは難しく、結婚できなければ生涯、一族の居候の独身女性として過ごさなければならない。このため、結婚は現代よりずっと切実な問題だった。（→#社会的背景）
本作は幾度も映画化・映像化がなされており、2016年現在で6本の映画が制作されている。パロディ・二次創作や翻案作品も少なくない。（→#関連作品）

## あらすじ
舞台は田舎町ロンボーン。女ばかり5人姉妹のベネット家では、父親のベネット氏が亡くなれば家も土地も遠縁の従兄弟の手へと渡ってしまう。ベネット氏は書斎で好きな読書と思索にふけって自分が楽しんでいられればいいと我関せずの態度だが、母親のベネット夫人は娘たちに金持ちの婿を取って片付けてしまおうと躍起になっていた。
そんな折、町に独身の青年資産家ビングリーが別荘を借りて越してきた。ベネット夫人は早速娘を引き合わせようと舞踏会の約束を取り付ける。美しい長女ジェーンとビングリーが印象悪からぬ出会いをする一方、次女エリザベスはビングリーの友人で気難し屋のダーシーが自分のことを軽んじた発言をするのを聞いてしまい、その高慢な態度に反感を抱く。その裏でダーシーはエリザベスの瞳に宿る知性の魅力に知らず惹かれ始めていたが、プライドの高さが災いして、格下の家のエリザベスと打ち解けられない。
同じ頃、町には軍隊が駐留していた。色男の青年士官ウィカムに下の妹達はすっかり夢中で、聡明なエリザベスまでもが惹きつけられる。ウィカムは自分はダーシーの亡父の被保護者だった過去があり、相続するはずだった遺産をダーシーに奪われたと話し、エリザベスはダーシーへの反発をますます強める。
その後、ベネット家の財産相続権を持つ遠縁のコリンズ牧師が現れる。中身の無いおべっか使いのコリンズに誰もが辟易するが、彼が結婚相手を求めていると聞いたベネット夫人は態度を一変させ、エリザベスを押し付けようとするものの、コリンズに我慢ならないエリザベスはきっぱり断ってしまう。結局コリンズはエリザベスの親友のシャーロットと結婚する。エリザベスは彼女の行動に失望しかけるが、器量が悪く20代後半まで独身だったシャーロットにはやむを得ない選択だった。
ビングリーとジェーンは急速に親密な間柄になっていたが、突然ビングリーたちがロンドンに帰ってしまう。ジェーンは帰郷の理由を教えて貰えなかったことにショックを受けつつも、周囲から促されてロンドンまで追いかけるが、結局会えずじまいで、すっかり彼を諦めてしまう。一方その頃、エリザベスはシャーロットに招かれて彼女とコリンズの住むロージンズの地を訪れていた。コリンズの後見人である資産家・キャサリン夫人の館を訪問すると、そこには嫌いなダーシーの姿が。彼はキャサリン夫人の甥で、夫人は娘の許婚としてダーシーを望んでいた。エリザベスはジェーンの邪魔をしてビングリーを帰したのが彼だと知って、言いようのない怒りを覚える。しかし、そんなときに彼女への想いを抑えきれなくなったダーシーから突然求婚される。エリザベスは突然のことに驚くものの、相手の言葉の端々に表れる格下の家柄への高慢な態度と、ジェーンとウィカムの件を持ち出して激しく拒絶する。
翌日、ダーシーからエリザベスに弁明の手紙が手渡される。ジェーンがビングリーに気がないと早とちりして別れさせてしまったこと（内気なジェーンの本心に気付かなかった）への謝罪、ダーシーの見下した態度は、ベネット夫人や3人の妹たちのあからさまに下品な振舞に対するものだったこと、そしてダーシーへの恩を仇で返すウィカムの過去の所業が書かれていた。いずれも思い当たることばかりで、エリザベスは自分がダーシーに対して偏見を持っていたことに気づく。
ロージンズから帰って間もなく、エリザベスは善良な叔父・叔母のガーディナー夫妻に誘われて再び旅行へ出かける。その旅程にはダーシーの領地ペンバリーも含まれていた。罪のない彼を侮辱した負い目から、主人不在という話を信じてお屋敷見学を承諾するエリザベスだったが、予定を変更して早く帰ってきたダーシーと鉢合わせしてしまう。ところが、ダーシーが身分の低い叔父夫婦にも紳士的に接するのを見て、エリザベスは彼が高慢だった態度を改めて自分に歩み寄ってくれていることを感じる。
そこへ郷里から信じられない報せがもたらされる。末の妹のリディアとウィカムが駆け落ちしたのだ。家名を汚す娘の行為に、ベネット夫人は寝込んでしまう。ウィカムは高額の持参金を要求しており、すぐにベネット氏とガーディナー氏が探しに出かけた。その後、ベネット氏が一時帰郷したところへガーディナー氏から連絡が届く。ウィカムたちはロンドンで見つかったが、ガーディナー夫妻が持参金を肩代わりし、その場で結婚式を挙げさせたという。唖然とする一同だったが、ベネット夫人だけは丸く収まった上に娘が1人片付いたと大喜び。やがてウィカムとリディアが戻ってきて、2人はウィカムの次の駐留先で一緒に暮らすこととなった。
その後、エリザベスはリディアがふと洩らした言葉から驚くべき事実を知る。今回の一件を収めたのはすべてダーシーで、持参金も彼が出したということを。それでいて自身の名は伏せている。エリザベスは、それはダーシーが自分のためにしたことに違いないと感じ、改めてダーシーの深い愛を感じる。
やがてビングリーがロンボーンに戻ってくる。ジェーンとの仲を引き裂いたことに責任を感じたダーシーが促したのである。ビングリーはジェーンにプロポーズし、2人は婚約する。
ジェーンとビングリーの婚約から1週間経ったある日の朝、突如キャサリン夫人がベネット家に来訪する。どういうわけかエリザベスとダーシーが婚約したという噂が一部で広まっており、その真偽を問い質しに来たのだった。もちろんエリザベスは否定するが、今後もダーシーと深い仲にならないことを約束させようとするキャサリン夫人を、「未来のことはわからない」と突っぱねて追い返してしまう。
キャサリン夫人の干渉のせいで、かえって互いが愛しあっていることに気づいた2人は、ベネット氏に婚約の意を告げに行く。賢い愛娘が嫌っていた男と一緒になることを訝しむベネット氏だったが、エリザベスからそれまでの経緯を聞き、彼が誠実な人物だとわかると、娘の幸せを心から祝福する。現金なことに、ダーシーを毛嫌いしていたベネット夫人も、娘を貰ってくれると解ったとたん喜んで手放すのだった。

## 登場人物

### 中心人物

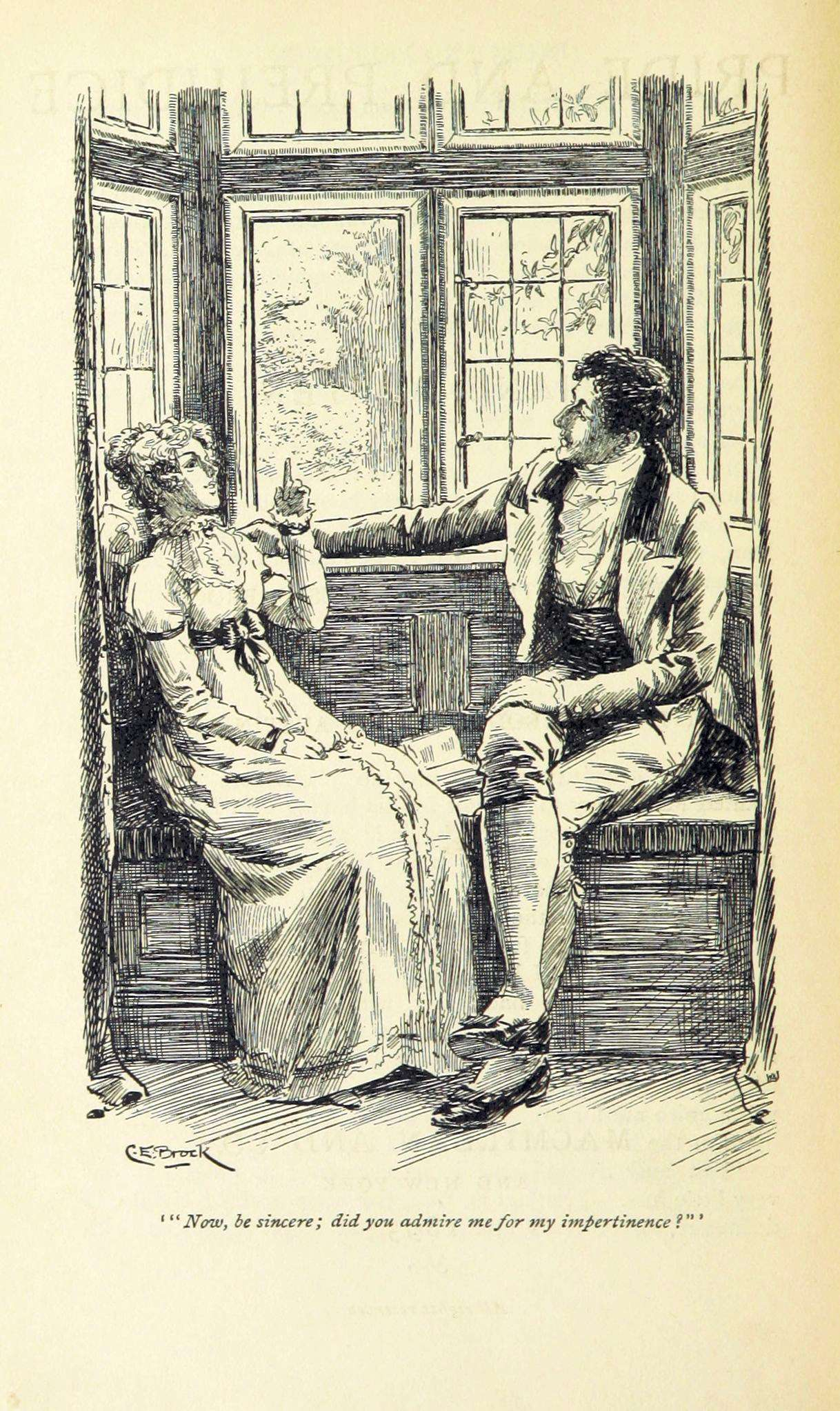
エリザベスとダーシー

エリザベス・ベネット (Elizabeth Bennet)
主人公。五人姉妹の次女。容姿は平均的。知性と才気にあふれ、鋭い観察眼を持つ。勝気で喜怒哀楽がはっきりしている。愛称はリジー (Lizzy) 。
フィッツウィリアム・ダーシー (Fitzwilliam Darcy)
ビングリーの友人で、彼と共にネザフィールドに滞在。容姿・資産ともにビングリーより勝るが、気難しさと誇り高さから鼻持ちならない男と誤解されがち。本来は非常に誠実である。

### ベネット家の人々
ベネット氏 (Mr. Bennet)
五人姉妹の父。高い見識を持つが、独り書斎で楽しむ時間があればいいという「ことなかれ主義」的な人物で、娘の結婚には興味なし。妻に皮肉を言うのが日課。娘たちの中では賢いエリザベスを一番愛している。
ベネット夫人 (Mrs. Bennet)
五人姉妹の母。自己中心的でヒステリックな性格。おしゃべり好き。娘の玉の輿のために命を懸けていると言っても過言ではない（それは、彼女なりに娘の幸せを願ってのことである）。無愛想で高慢なダーシーを嫌っている。
ジェーン ・ベネット(Jane Bennet)
五人姉妹の長女。お人好し。温和で人柄の良い美女。およそ人を疑った事のない純粋な心の持ち主。
メアリー・ベネット (Mary Bennet)
五人姉妹の三女。器量の悪さを補うかの如く勉強して、教養を詰め込んでいる。そのせいか何かにつけ教養をひけらかしたり分別めいたことを口にしたがるが、中身はあまり実のあるほうではない。
キティ〔キャサリン〕・ベネット (Kitty〔Catherine〕 Bennet)
五人姉妹の四女。ジェーン程ではないが美人。性格は明らかに母親似である。リディアに引きずられて、分別のない行動に出ることもしばしば。リディアとは一見仲が良いが、ひそかに敵愾心を燃やしており、好機を得たリディアを激しく妬む。
リディア・ベネット (Lydia Bennet)
五人姉妹の五女。16歳。長身の美人。母親似で俗っぽく、計算高い性格。普段は猫を被っている。悪い意味での行動力があり、後にとんでもない事件を起こす。

### エリザベスとベネット家をめぐる人々
コリンズ氏 (Mr. Collins)
ベネット家の親類にあたる牧師で、ベネット家の遺産相続人。そのとめどない巧言令色には誰もがうんざりさせられる。杓子定規で堅苦しく、嫌味も通じない。後見人のキャサリン夫人に盲従し、夫人の勧めで嫁探しにロンボーンを訪れた。
ガーディナー夫妻 (E. Gardiner and M. Gardiner)
エリザベスたちの叔父と叔母（ベネット夫人の弟夫婦）。中流階級であるため身分は低いと見なされるが、いたって善良で分別がある人たち。
シャーロット・ルーカス (Charlotte Lucas)
エリザベスの友人。多くの兄弟をもつ。常識的な女性だが、不器量のため20代後半まで独身で過ごす。生活のためだけにコリンズと結婚。
ウィカム氏 (Mr. Wickham)
ブライトンに駐留する軍隊の青年士官。弁舌爽やかな色男で、ベネット家の下の娘たちはおろかエリザベスも一時は魅了される。ダーシーと浅からぬ因縁がある。

### ダーシーをめぐる人々
ビングリー氏 (Mr. Bingley)
ネザフィールド・パーク館に引っ越してきた独身の資産家。誠実で優しい好青年。ハースト夫人 (Mrs. Hurst) という姉と数人の妹がいる。
ミス・ビングリー〔キャロライン・ビングリー〕 (Caroline Bingley)
ビングリーの妹。共にネザフィールド・パーク館へと越してくる。兄とは違い高慢な性格で、ジェーンたちベネット家との交際を快く思っていないふしがある。ダーシーに好意を寄せている。
キャサリン夫人 (Lady Catherine de Bourgh)
ダーシーの叔母で、コリンズの後見人。ロージンズに住み、広大な土地と莫大な財産を所有する。いかなるときも自分が中心にいないと気が済まない性格。ダーシーを娘の許嫁と決めている。
フィッツウィリアム大佐 (Colonel Fitzwilliam)
ダーシーの従兄弟で、キャサリン夫人の甥に当たる人物。ダーシーと共にロージンズに滞在している時にエリザベスと会う。ビングリーがジェーンの元から去った理由を、偶然エリザベスに教える。
ジョージアナ・ダーシー (Georgiana Darcy)
ダーシーの妹。16歳だがエリザベスよりも長身。心優しい性格だが、人見知りではにかみ屋なため、誤解されやすい。

## 作品の成立
ジェイン・オースティンの姉カサンドラによれば、本作は1796年10月から1797年8月の間（ジェイン20-21歳）に『第一印象』（First Impressions）の題名で書かれた。同年11月、父は出版社に手紙を送り、『第一印象』の出版を打診するが、断られた。『分別と多感』出版（1811年）の後に『第一印象』の訂正、圧縮が行われ、1813年1月28日に現在の題で出版された。
タイトルの“Pride and Prejudice”は、ファニー・バーニー (Fanny Burney) の長編小説『セシリア』（Cecilia, 1782年）の最終章に登場するフレーズ“The whole of this unfortunate business,... has been the result of PRIDE and PREJUDICE.”によると言われている。

## 社会的背景
本作品が執筆された1800年前後は、ヨーロッパではナポレオン戦争が起こっており、イギリスも大きな影響を受けていたはずであるが、本作品では政治的な言及はほとんどなく、十年一日の如き田舎のジェントリ社会が描かれている。
当時のイギリスの上流階級は、貴族院に議席を持ち爵位のある貴族とそれ以外の大地主階級（ジェントリ）に大別されるが、ジェントリ階級においても歴史的血統、親族の質、財産などにより格の上下が意識されていた。通常の社交上の儀礼では同等とされていたが、結婚などの姻戚関係においてはそのような格差が問題となってくる。
本作品の登場人物はほとんどがジェントリ階級かその出身であるが、爵位こそないものの古くからの名家で伯爵家と姻戚関係があり年収1万ポンドの財産があるダーシー家、さほど名家ではないが富裕な親戚が多く年収5000ポンドの財産を持つビングリー家、普通のジェントリだが中流階級の親族を持ち年収2000ポンド程度のベネット家では総合的にかなりの格差が生じている。
当時は財産の大部分は長子が継ぎ、それ以外の男子、女子にはごく一部が相続財産や持参金として分け与えられた。富裕で子供の少ない家においてはその一部の財産でもかなりの額ではあるが、裕福でなく子沢山の家ではとても階級を維持できる額を与えることはできなかった。
ジェントリは生活のための労働をしないことを誇りとしており、職業を持つ中流階級は資産が多くても格下と見なされた。そのため、相続財産の少ない男子は軍人、牧師、役人などになったが、最もてっとり早いのは裕福な財産を相続した女性と結婚することであり、相続財産の少ない男子、女子はいずれも裕福な結婚相手を血眼になって探すことになる。
財産のうち土地、屋敷などの不動産は分散を避けるために相続条件を指定した限嗣相続になっていることが多い。ベネット家では不動産は男子限定の限嗣相続となっている上、それ以外の財産はほとんどないため、娘たちはわずかな持参金で結婚を目指さなければならなかった。

## 出版と評価
『高慢と偏見』の初版は1813年1月28日に全3巻のハードカバー版で出版された。『モーニング・クロニクル』紙で宣伝された価格は18シリングで、その年の10月には重版され、1817年に第3版が発行された。
外国語版は1813年にまずフランスで出版され、ドイツ、デンマーク、スウェーデンがそれに続いた。アメリカでは1832年8月に「Elizabeth Bennet or, Pride and Prejudice」（エリザベス・ベネットまたは高慢と偏見）として出版された。日本では坪内逍遥と夏目漱石がいち早く評価したが、日本語訳は1926年に漱石の門下生であった野上豊一郎が第43章までを訳出した版（玄黄社国民文庫刊行会『世界名作大観』）が最初である。
作中の登場人物の女性たちは一見頼りないが、実は鋭い観察眼で男を見抜く能力に長けている。その点が小説として多くの読者を惹きつけ支持される理由でもある。
サマセット・モームは『世界の十大小説』で本作を2作品目に挙げ、「大した事件が起こるわけでもないのにページをめくる手が止まらなくなる」と評価した（西川正身訳、新版・岩波文庫 上巻）。
夏目漱石は『文学論』（1907年）で冒頭のベネット夫妻のやりとりを以下の如く激賞した。また「則天去私」の一例として本作を挙げたと言われる。

## 日本語訳
- 高慢と偏見（平田禿木訳、國民文庫刊行会、1928年）- ※第43章までは野上豊一郎の訳稿を用いている。
- 自尊と偏見（海老池俊治訳、弘文堂書房・世界文庫（上・下）、1940年）
- 高慢と偏見（富田彬訳、岩波文庫（上・下）、1950年、改版1994年、ワイド版2002年）- 電子書籍化
- 自負と偏見（中野好夫訳、新潮文庫、改版1997年）。文庫旧版（上・下）、1963年
- 高慢と偏見（中野康司訳、ちくま文庫（上・下）、2003年）- 以下が現行版（各・電子書籍化）
- 高慢と偏見（阿部知二訳、河出文庫、新版2006年）。底本は河出版「世界文学全集」
- 高慢と偏見（伊吹知勢訳、文泉堂出版「オースティン著作集2」）。底本は講談社版「世界文学全集」
  - グーテンベルク21（上・下）、2011年。電子出版で再刊
- 高慢と偏見（小尾芙佐訳、光文社古典新訳文庫（上・下）、2011年）
- 自負と偏見（小山太一訳、新潮文庫、2014年）- 新訳版
- 高慢と偏見（大島一彦訳、中公文庫、2017年）
- 誇りと偏見（パーカー敬子訳、あさ出版、2020年）
- 高慢と偏見（岡部由梨江訳、Amazon Kindle版（全2部）、2023年）- アシェット・コレクションズ・ジャパン『恋愛小説の世界』シリーズ

## 関連作品

### 映像化作品
- 高慢と偏見 - ローレンス・オリヴィエ主演の映画（1940年、アメリカ）
  - 長く親しまれている作品ゆえに幾度となく映像化されているが、古い時代のもので有名なのが、若き日のローレンス・オリヴィエがダーシーを演じたこの映画である。ストーリーは長い原作をところどころ省略してキャラクターの行動にも多く改変（ラスト近くのキャサリン夫人など）を加えており、当時ハリウッドで流行したスクリューボール・コメディの影響を思わせる。
- 高慢と偏見 - イギリスBBC制作のテレビドラマ（1995年）。
  - 監督：サイモン・ラングトン、Mr.ダーシー：コリン・ファース、エリザベス：ジェニファー・イーリー。
  - 上記映画版のヒット以降、長らく新しい決定版と呼べる作品が登場してこなかったが、このTVドラマは高い評価を受けプライムタイム・エミー賞 作品賞 (ミニシリーズ部門)にノミネートされた。
- Bride and Prejudice - アイシュワリヤー・ラーイ・バッチャン主演のボリウッド映画（2004年）
- プライドと偏見 - キーラ・ナイトレイ主演の映画（2005年）

### 漫画化作品
- 高慢と偏見 - 望月玲子（全2冊、宙出版 ロマンスコミックス、2009年）、電子書籍化

### 舞台
- 天使のはしご - 宝塚歌劇団星組によりミュージカル化（2012年）
脚本・演出：鈴木圭、フィッツウィリアム・ダーシー：涼紫央、エリザベス・ベネット（リジー）：音波みのり。

### パロディ、二次創作作品
※は電子書籍版も刊行
- ジェイン・オースティン『高慢と偏見』田中淳子訳、ハーレクイン※、2007年

女性向けに読みやすくアレンジした抄訳版。
- エマ・テナント（英語版） "Pemberley or Pride and Prejudice Continued", 1993
『ペンバリー館 続・高慢と偏見』 小野寺健訳、筑摩書房、1996年
『続 高慢と偏見』 ちくま文庫、2006年。ISBN 978-4-480-42234-7
- エマ・テナント "An Unequal Marriage or Pride and Prejudice Twenty Years Later", 1991
『リジーの庭 「自負と偏見」それから』 向井和美訳、青山出版社、1999年 - 上記よりも後年の設定になっている
- パメラ・エイダン（英語版） "Fitzwilliam Darcy, Gentleman"シリーズ, 2004-2010
- セス・グレアム＝スミス "Pride and Prejudice and Zombies", 2009
『高慢と偏見とゾンビ』 安原和見訳、二見文庫、2010年
全体の9割は、オースティンの原典をそのまま用い、かつ爆笑ホラー小説に仕立て上げた怪作。2016年に映画化作品が公開された[4]
- P・D・ジェイムズ "Death Comes to Pemberley", 2011
『高慢と偏見、そして殺人（英語版）』 羽田詩津子訳、早川書房〈ハヤカワ・ポケット・ミステリ〉※、2012年。ISBN 978-4-15-001865-8
- クローディア・グレイ "The Murder of Mr. Wickham", 2022
『『高慢と偏見』殺人事件』不二淑子訳、早川書房〈ハヤカワ・ポケット・ミステリ〉※、2025年。ISBN 978-4-15-002012-5
- "Mrs. Wickham", 2022/09/08、オーディオドラマ - 結婚して数年後のリディア・ウィッカムとジョージ・ウィッカムの恋愛と成長を描いた作品。Audibleにて配信中。
リディア・ウィッカム：ジェシー・バックリー、ジョージ・ウィッカム：ジョニー・フリン、脚本：Sarah Page

### 翻案作品
- ヘレン・フィールディング『ブリジット・ジョーンズの日記』は、本作をベースにした作品である[5][6]。